# M1917 (танк)
6-тонный танк M1917 (англ. Six-ton Tank M1917), также известный как «Форд-двухместный» — лёгкий танк США периода Первой мировой войны, вариант французского танка Рено FT. Производился серийно с октября 1918 года, общий выпуск составил 952 машины в нескольких вариантах. В Первой мировой войне эти машины принять участия не успели, однако использовались для учебно-тренировочных целей до конца 1930-х годов, а с началом Второй мировой войны многие из оставшихся M1917 были переданы Великобритании и Канаде, для использования в том же качестве.

## Модификации
Американская версия отличалась от FT-17 тем, что двигатель был заменен и несколько улучшен. Он был оснащен электрическим пускателем, передние колеса, которые ранее были сделаны из дерева, были заменены стальными колесами, а также была установлена переборка, чтобы отделить моторный отсек от экипажа. В 1940 году 329 M1917 были переданы в Канаду, где они использовались для обучения во время Второй мировой войны.
В 1929 году была разработана улучшенная версия под названием M1917A1. Этот танк был немного длиннее, 5,28 м, и имел шестицилиндровый двигатель Франклин с воздушным охлаждением мощностью 100 л.с., который увеличил максимальную скорость до 16 км / ч.
- M1917 — базовый вариант, выпущено 952 единицы в четырёх вариантах:
  - 2 прототипа из неброневой стали
  - 374 танка с пушечным вооружением
  - 526 танков с пулемётным вооружением
  - 50 сигнальных танков, лишённых вооружения, с башней, заменённой на неподвижную рубку. Оборудовались радиостанцией и служили для управления линейными танками
- M1917A1 — улучшенный вариант с более мощным двигателем и скоростью 14,5 км/ч, а также рядом незначительных изменений. Переоборудовано 7 единиц из танков базового варианта.

## Состоял на вооружении
- США
- Великобритания
- Канада

## Видео
https://www.youtube.com/watch?v=Mv6Iyaghpes